# Jusinės upė
Jusinės upė este o arie protejată (arie specială de conservare — SAC, sit de importanță comunitară — SCI) din Lituania întinsă pe o suprafață de 26 ha, integral pe uscat.

## Localizare
Centrul sitului Jusinės upė este situat la coordonatele 54°56′35″N 25°37′50″E / 54.9431°N 25.6306°E.

## Înființare
Situl Jusinės upė a fost declarat sit de importanță comunitară în martie 2009 pentru a proteja 1 specie de animale. Situl a fost protejat și ca arie specială de conservare în aprilie 2022.

## Biodiversitate
Situată în ecoregiunea boreală, aria protejată conține 1 habitat natural: Fânețe de joasă altitudine (Alopecurus pratensis, Sanguisorba officinalis).
La baza desemnării sitului se află o specie protejată de  nevertebrate: Ophiogomphus cecilia.
Pe lângă speciile protejate, pe teritoriul sitului au mai fost identificate 1 specie de nevertebrate.